# Villa Camphausen

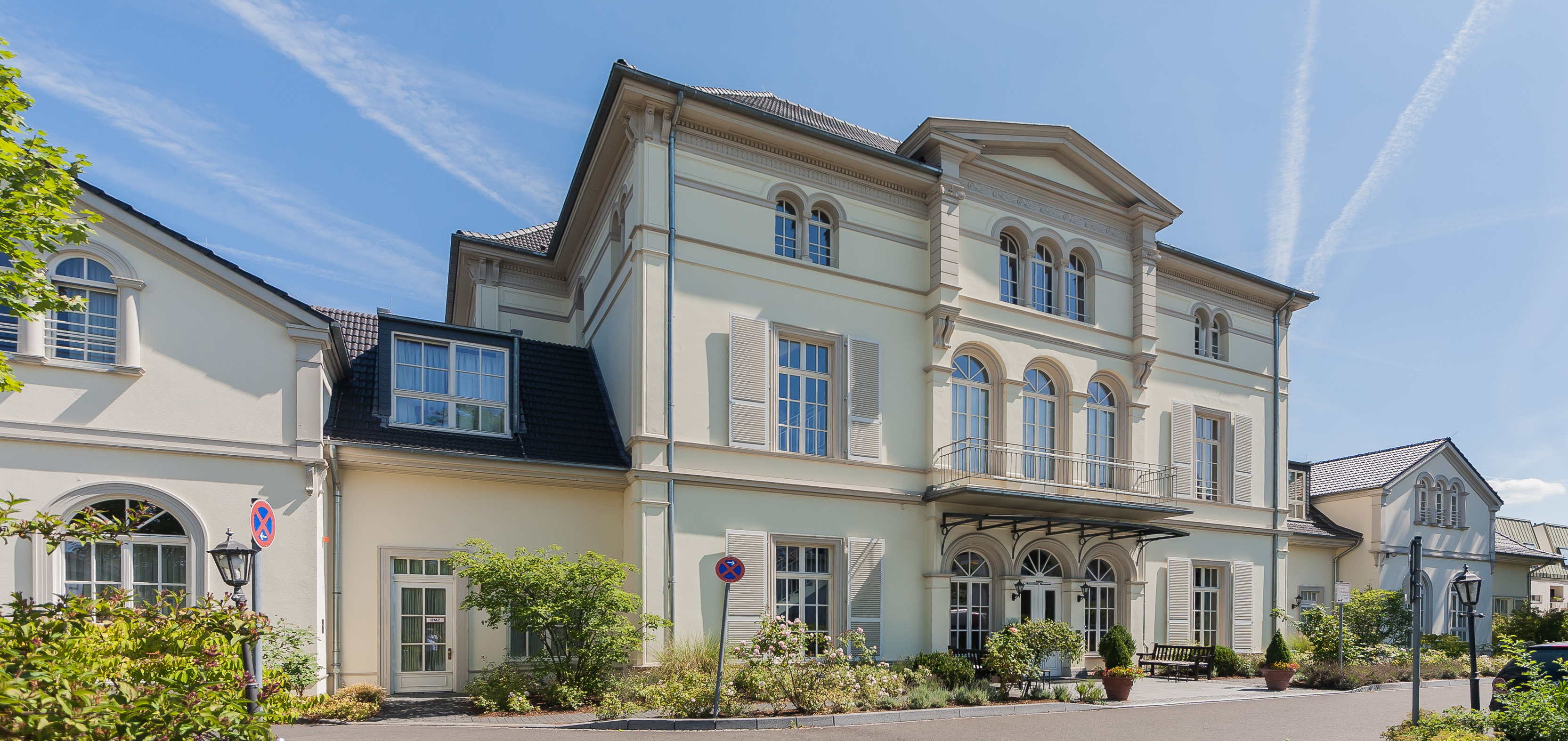
Villa Camphausen (2013)

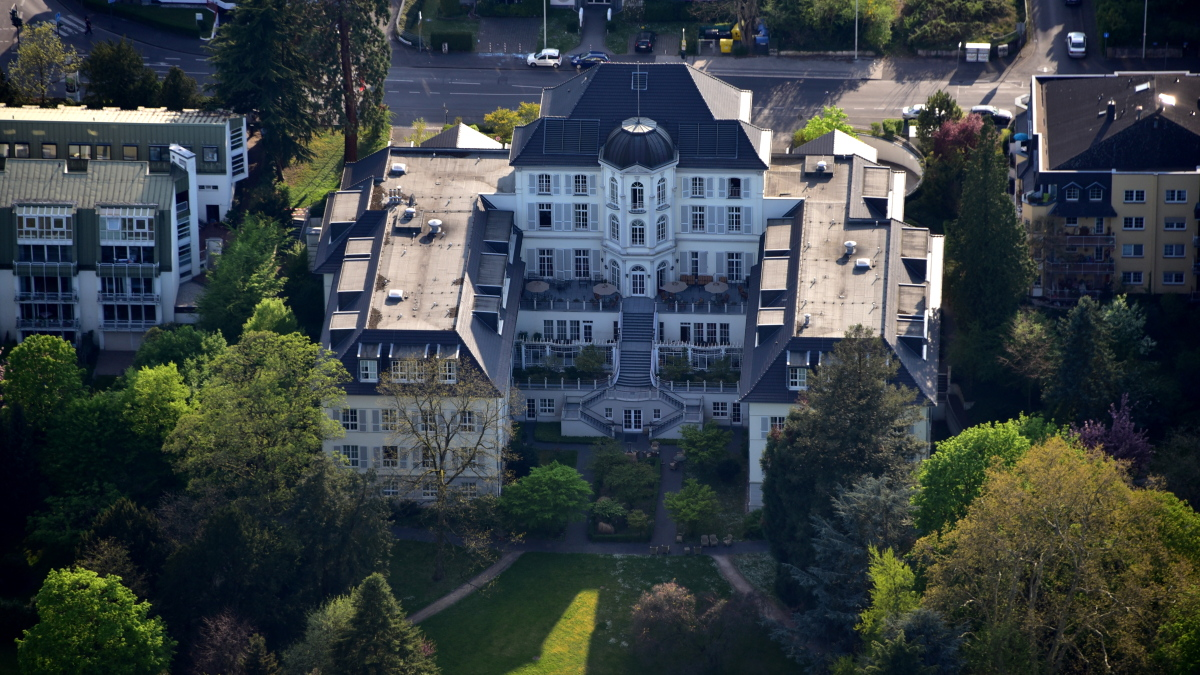
Luftaufnahme von der Rheinseite aus (2020)

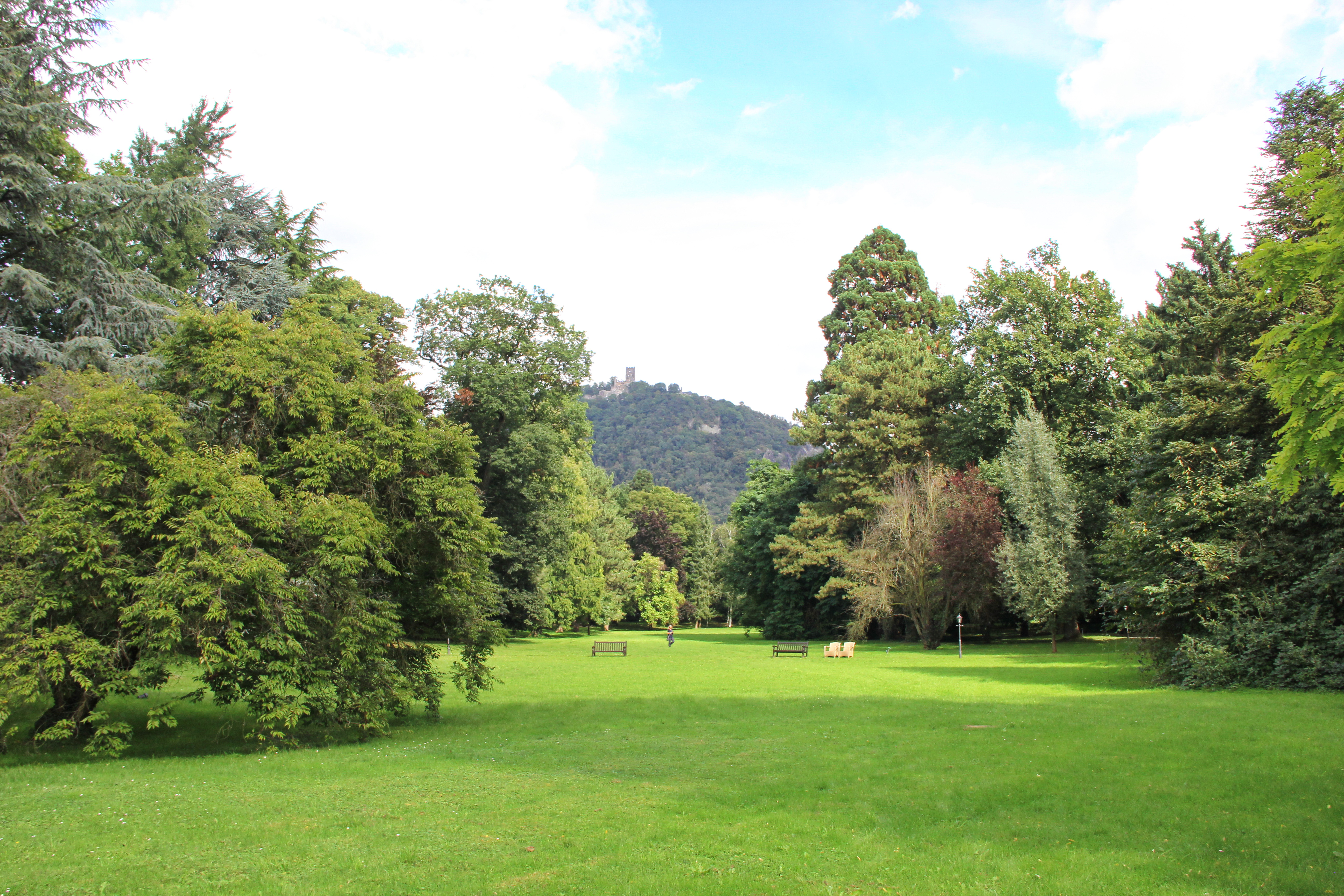
Park der Villa, im Hintergrund der Drachenfels (2021)

Die Villa Camphausen ist eine Villa in Mehlem, einem Ortsteil des Bonner Stadtbezirks Bad Godesberg, die auf die zweite Hälfte des 19. Jahrhunderts zurückgeht. Sie liegt an der Ostseite der Mainzer Straße (Hausnummer 233) mit einer bis zum Rheinufer reichenden Parkanlage. Die Villa steht gemeinsam mit der Parkanlage und einem preußischen Meilenstein als Baudenkmal unter Denkmalschutz.

## Geschichte
Die Villa, deren genaue Baudaten unbekannt sind, geht auf eine in den 1860er-Jahren entstandene Besitzung zurück. In den Bauakten erschien sie erstmals im Dezember 1895 im Zusammenhang mit der Errichtung eines Gartenpavillons im Innern des Parks. Er wurde im Juni 1896 fertiggestellt. Zu diesem Zeitpunkt befand sich die Villa im Besitz von Arthur Camphausen, stellvertretender Vorsitzender der Kölnischen Rückversicherungs-Gesellschaft und Mitglied im Aufsichtsrat des A. Schaaffhausen’schen Bankvereins in Köln. 1900 ließ er eine Vergrößerung der Remise durchführen, noch im gleichen Jahr folgte der Bau einer Reitbahn. 1903 entstand ein Gewächshaus. Der Mitteltrakt der Villa erfuhr 1907/08 mit Erker und Dreiecksgiebel ebenso wie das Gärtnerhaus eine Aufstockung (Entwurf: August Scheidgen). Stilistisch lässt sie sich dem späten picturesquen Klassizismus zurechnen.
1912 umfasste der zur Villa gehörige Park eine Fläche von sieben Hektar. Ein Wechsel der Besitzverhältnisse erfolgte bis 1924, als A. Ringsdorff als Eigentümer erscheint. In diesem Jahr ist eine geringfügige Erweiterung der Villa im Nordwesten nach Plänen des Godesberger Architekten Willy Maß verzeichnet. Seinerzeit diente sie als britisches Internat. Zwischen 1935 und 1938 war die Villa Camphausen ein Quartier des SA-Hilfswerks Nord-West als Nachfolgeorganisation der Österreichischen Legion, die sich aus ins Deutsche Reich geflüchteten österreichischen Nationalsozialisten rekrutierte. Beschäftigt wurden hier mehrere Köche zur Bewirtung der Legions-Angehörigen in Bad Godesberg. 1942 war das Anwesen der Hitlerjugend zur Verfügung gestellt worden, die dort die (nicht genehmigte) Aufstellung eines Kleinkalibergewehrschießstands plante. Nach dem Zweiten Weltkrieg wurde es Eigentum der Familie des Bad Godesberger Filmemachers Hans Fischerkoesen, dem sie ab 1951 als Filmstudio diente. Anfang 1985 erwarb die Republik Korea (Südkorea) die Immobilie mit einer Grundstücksfläche von 18.000 m² und richtete dort die Residenz ihres Botschafters in der Bundesrepublik Deutschland ein. Zu diesem Zweck wurden im Laufe des Jahres 1985 einige Umbauarbeiten durchgeführt.
1999 zog die Hauptstelle der südkoreanischen Botschaft mit der Verlegung des Regierungssitzes nach Berlin um. Anschließend residierte in der Villa zunächst noch der Leiter der in Bonn verbliebenen Außenstelle der Botschaft. Nach dem 2003 erfolgten Verkauf in Privatbesitz wurde in der Villa Camphausen 2004 der Betrieb eines Altenheims aufgenommen. Für diesen Zweck erfuhr sie eine Erweiterung um zwei Gebäudeflügel.